# 切斯特·阿瑟·伯内特
切斯特·阿瑟·伯内特（英语：Chester Arthur Burnett，1910年6月10日—1976年1月10日），又称作嚎狼，是一名来自密西西比州的非裔美国芝加哥藍調歌手、吉他手和口琴手。他拥有着受欢迎的嗓音和张弛的肢体动作，是最知名的芝加哥布鲁斯音乐人之一。
音乐家、乐评人Cub Koda说过：“没人能比得上Howlin' Wolf那样靠着对观众持续嚎叫而震撼全场的能力。”
制作人Sam Phillips回忆到，“当我听到Howlin' Wolf的演唱时，我说：‘这就是我要的。这就是人类不死的灵魂。’”。 
他的一些歌，包括《Smokestack Lightnin'》，《Back Door Man》，《Killing Floor》和《Spoonful》已经成为了藍調和蓝调摇滚的标准曲目。在2004年，滚石杂志将Howlin' Wolf位列《史上最伟大的一百个艺人》（100 Greatest Artists of All Time）中的第51位。

## 早年生涯
伯内特于1910年6月10日出生在密西西比州的White Station地区，靠近西点军校。他的出生名是切斯特·阿瑟（Chester Arthur），是以美国第21任总统切斯特·艾伦·阿瑟的名字命名的。他的体格让他年轻时有了“大脚切斯特”（Big Foot Chester）和“公母牛”（Bull Cow）的昵称：他当时身高191厘米（6.3英尺），体重125公斤（275磅）。他在解释自己“嚎叫野狼”这个名字的由来时说“这是我爷爷给我起的名字”，因为他的爷爷会给他讲关于他们那里的狼的故事，并且警告他说如果他不听话的话，他会被“嚎叫野狼”抓走。布鲁斯音乐史学家保罗·奥利弗（Paul Oliver）写道，伯内特曾经声称嚎狼的名字是他的偶像吉米·罗杰斯（Jimmie Rodgers）起的。
伯内特的父母在他一岁时便分居了，之后他跟他的母亲一起生活。而他的母亲格特鲁德（Gertrude）在他还是孩子的时候把他赶出了家门，理由是他拒绝干农活。之后伯内特搬到了他的叔叔威尔·杨（Will Young）的家中，不过他的叔叔对他很差劲。在他13岁时，他逃了出去，并且声称自己光脚走了85英里（137公里）的路去加入他父亲的大家庭。在他事业巅峰期，他曾经从芝加哥回密西西比去看他的母亲，并且因为母亲的拒绝让他泪流满面——他的母亲拒绝他给的钱，说因为这些是钱他演奏“魔鬼音乐”赚来的。

## 音乐事业

### 1930年代 和 1940年代
在1930年，伯内特遇到了当时在密西西比州的三角洲地区（Mississippi Delta）最热门的蓝调音乐人查理·帕顿（Charlie Patton）。伯内特每晚都会去附近的juke joint（一种美国黑人的传统集体娱乐活动）去听帕顿的演奏。在那里，他记住了帕顿演奏的《Pony Blues》、 《High Water Everywhere》、《A Spoonful Blues》以及《Banty Rooster Blues》。之后他们两个人熟了起来，没多久，帕顿便开始教他弹吉他。伯内特回忆道，“我这辈子演奏的第一个曲子的主题是...爱上我的小马，以及给我的小黑马上马鞍”——帕顿的《Pony Blues》（小马布鲁斯）。他还从帕顿那里学到了舞台表演的技巧：“在帕顿演奏他的吉他时，他会把吉他前后转，或是绕着肩膀、腿间转，或是扔到空中”。伯内特愿意在他今后的人生中都去演奏他从帕顿那里学到的吉他技巧。他那时还经常和帕顿一起在三角洲地区的一些小型社区中演奏。
伯内特受到了当时其他流行的布鲁斯艺人的影响，其中包括
Mississippi Sheiks，盲人莱蒙·杰弗森（Blind Lemon Jefferson），Ma Rainey，Lonnie Johnson，Tampa Red，Blind Blake以及Tommy Johnson。他最早学会的歌中有两首是这些人的，包括了杰佛森的《Match Box Blues》和Leroy Carr的《How Long, How Long Blues》。乡村歌手吉米·罗杰斯（Jimmie Rodgers） 也是影响了他的人之一。伯内特曾试着去模仿罗杰斯的《blue yodel》，但是他发现他努力得到的声音更像是在吼叫或是咆哮：“我唱不出约德尔唱法（yodeling），所以我转成了嚎叫唱法。而且感觉还不错”他的口琴演奏受Sonny Boy Williamson II影响很大，因为后者在伯内特在1933年搬到了阿肯色州的帕金时教了他怎么去演奏口琴。
在30年代，伯内特在南方作为独立演奏家和许多蓝调音乐人一起演奏，其中包括了弗洛伊德·瓊斯，Johnny Shines，Honeyboy Edwards，Sonny Boy Williamson II，罗伯特·约翰逊（Robert Johnson），Robert Jr. Lockwood，Willie Brown，Son House和Willie Johnson。在30年代末，他凭借着一把布鲁斯口琴和一把早期的电吉他成为了一名俱乐部必备音乐家。在1941年4月9日，他被征参军，并且在美国的一些军事基地中驻扎。但是他发现自己很难适应军队生活后，于是在1943年11月3日被批准离开了军队。他回到他刚搬到阿肯色州的西孟菲斯附近的家中，帮助务农，同时和包括Floyd Jones在内的一些人进行演出。在1948年他组建了一支乐队，其中包括吉他手Willie Johnson和馬特·墨菲，口琴手Junior Parker，钢琴手（只记得被称作“Destruction”），以及鼓手Willie Steele。西孟菲斯的广播电台KWEM也开始广播他的现场演出，他偶尔还会和Sonny Boy Williamson II一起做客阿肯色州海倫娜的广播电台KFFA的节目。

### 1950年代
在1951年，萨姆·菲利普斯（Sam Phillips）在他的音乐工作室Memphis Recording Service中为Howlin' Wolf录制了几首歌。之后Howlin' Wolf很快便成为了当地名人，并且开始和包括吉他手Willie Johnson、Pat Hare在内的一个乐队一起合作。他最早的一些单曲在1951年被两个不同的唱片公司发行：一张是由Chess唱片（Chess Records）发行的《How Many More Years》，反面是《Moaning at Midnight》；另一张是由RPM唱片（RPM Records）发行的《Riding in the Moonlight》，反面是《backed with "Moaning at Midnight》。之后， Chess唱片的创始人Leonard Chess成功为Howlin' Wolf弄到了合同，促使他于1952年搬到了芝加哥。 Howlin' Wolf在那里组建了一个新乐队并且从Memphis Slim的乐队中挖来了芝加哥人Jody Williams作为他乐队的第一个吉他手。在一年内他说服了吉他手Hubert Sumlin离开孟菲斯 (田纳西州)加入他在芝加哥的乐队。Sumlin的朴实的独奏完美地呈现和补充了伯内特强有力的嗓音及巧妙地编排。嚎狼的乐队阵容在跟随年代不断变化。他招来了很多不同的吉他手加入他的演出或是录音，其中包括了Willie Johnson，Jody Williams，Lee Cooper，L.D. McGhee，Otis "Big Smokey" Smothers 和他的弟弟Little Smokey Smothers，Jimmy Rogers，Freddie Robinson，其中还包括了Buddy Guy。伯内特之所以能够吸引来一些当时最好的音乐家，是因为他有着不同其他乐队队长的政策——他给自己乐手的报酬很多，并且很及时，甚至包括了解雇保险和社会保险金的支付。Sumlin除了在50年代末的一些短暂缺席之外，一直在嚎狼之后的演出生涯中担任乐队成员，并成为了和嚎狼的声音联系最紧密的吉他手。
在50年代，Howlin' Wolf有五首歌上了Billboard全国R&B榜单，其中包括《Moanin' at Midnight》，《How Many More Years》，《Who Will Be Next》，《Smokestack Lightning》和《I Asked for Water (She Gave Me Gasoline)》。 在1959年，他的第一张密纹唱片《Moanin' in the Moonlight》发行了。按照那个年代的惯例，这张唱片是他之前发行的单曲的合集。

### 1960年代 和 1970年代
在60年代初，嚎狼录制了一些歌曲，即使没有在电台播放，这些歌曲也成了他最知名的曲子，其中包括《Wang Dang Doodle》，《Back Door Man》，《Spoonful》，《The Red Rooster"》（后被称为《Little Red Rooster》），《I Ain't Superstitious》，《Goin' Down Slow》，以及《Killing Floor》。他的很多歌都是由贝斯手、Chess唱片编曲人 Willie Dixon写的。这些曲子后来很多都成为了英国和美国的摇滚组合的演出曲目，并被这些人在以后推广和流行。Howlin' Wolf的第二张合集专辑《Howlin' Wolf 》于1962发行。（这张专辑常被称作《the rocking chair album》，源于专辑封面的图片）
在50、60年代的布鲁斯复兴运动（Blues Revival）中，黑人布鲁斯音乐家从白人青年中发现了一批新的观众，并且Howlin' Wolf成为了所有人中第一个把这个现象资本化的人。他在1964年作为音乐家之一参加了在欧洲举办的美国民谣蓝调音乐节，这场音乐节是由德国的活动举办人Horst Lippmann和FritzRau筹划的。在1965年，在滚石乐队的坚持下，嚎狼出现在了当时流行的电视节目《Shindig!》中（注：在1964年，滚石乐队翻录的嚎狼的《Little Red Rooster》登上了英国音乐榜的榜首）。在60年代末70年代初，嚎狼和包括波·迪德利（Bo Diddley）和马迪·沃特斯在内的“超级布鲁斯乐队”(The Super Super Blues Band)一起录制了一些专辑，其中包括和录音棚有人合作的《The Howlin' Wolf Album》；还有和英国摇滚乐手艾瑞克·克萊普頓、史蒂夫·溫伍德、伊恩·史都華、比爾·懷曼、查理·沃茨等人录制的《The London Howlin' Wolf Sessions》。他为Chess唱片录制的最后一张专辑是1973年的《The Back Door Wolf》。
《The Howlin' Wolf Album》这张专辑有着引人注目的封面：大大的黑色字母以及白色的背景，并在上面写着“这是Howlin' Wolf的新专辑。他不喜欢这个专辑，起初也不喜欢他演奏的电吉他”。这张专辑的封面可能导致了它的低销量。Chess唱片的联合创始人Leonard Chess承认了封面的确不好，并且说道：“我想“自我否定”不是一个销售唱片的好方法。谁会买一个连音乐人自己都不喜欢的专辑呢？”
相比之下，《The London Howlin' Wolf Sessions》这张专辑比之前的专辑显得成功多了，和蓝调音乐人Muddy Waters的专辑《Electric Mud》一样，在英国观众那里比在美国观众那里更加受欢迎。

## 个人生活
许多布鲁斯音乐人都是在经历了贫穷的童年后开始了自己的音乐事业，而伯内特在经济上一直都是成功的。当他在孟菲斯有一定成就后，他描述自己是“唯一一个从三角洲开车北上到芝加哥的人”，他的确做到了，他兜里揣着4000美元，开着自己的车沿着蓝调高速公路（即61号美国国道）到了芝加哥，这在当时作为一个黑人蓝调音乐家是很罕见的。虽然伯内特到了四十多岁还是文盲，但是他最终回到了学校，先是拿到了普通教育發展證書（GED）的学位证，之后又学习了会计和其他商业类课程来帮助管理他的事业。
伯内特的妻子Lillie和他是在他在芝加哥的一次俱乐部演出时认识的。她和她的家庭都是受过教育的城里人，并且没有被卷入被蓝调音乐人认为的令人讨厌的世界。不管怎样，伯内特说他当时看到观众席中的Lillie的第一眼就被吸住了，接着他追求她并得到了她的爱。根据那些认识他们的人的描述，这对情侣直到伯内特去世都彼此深爱着。他们一起抚养了Bettye和Barbara——Lillie在之前的关系中生下的女儿。
在娶了Lillie之后，Lillie开始帮助伯内特去理财，这让伯内特在经济上非常成功：除了能够付给乐手丰厚的薪水之外，伯内特还为他们支付了包括医疗保险在内的很多福利。这让他能够很容易地聘用他想要的乐手，并且让他的乐队一直是当地最好的乐队之一。根据他的继女所说，他在财富上从来不浪费。（例如，他的车是龐蒂克的旅行车，而不是一个更贵更好看的车）
伯内特的健康状况在60年代下半期开始下滑。他得过几次心肌梗塞，并且在1970年的一次车祸中伤到了肾。出于为他健康的考虑，乐队队长Eddie Shaw把他的演出曲目限制在了六首歌以内。

## 去世
在1976年初，伯内特因为肾脏手术住进了伊利诺伊州Hines市的退役军人医院（Veterans Administration Hospital）。他于1976年1月10日死于手术引起的并发症，并被埋葬于Oakridge公墓，这个公墓位于芝加哥外的18区，在路的东边。他的墓碑上刻了一把吉他和一把口琴。

## 部分获奖和认证

### 格莱美名人堂
Howlin' Wolf的曲目《Smokestack Lightning"》获得了格莱美名人堂奖（Grammy Hall of Fame Award），这个奖在1973年被建立，用来表彰有至少25年历史且高品质或历史意义的录音。
| Howlin' Wolf获得的格莱美奖 |                      |        |       |          |
| 年份                       | 曲目名               | 风格   | 厂牌  | 获奖年份 |
| 1956                       | Smokestack Lightning | 布鲁斯 | Chess | 1999     |

### 摇滚名人堂
Howlin' Wolf有三首歌在摇滚名人堂（Rock and Roll Hall of Fame）的《影响摇滚乐发展的500首歌》（500 Songs That Shaped Rock and Roll）中榜上有名。
| 录制年份 | 曲目名               |
| -------- | -------------------- |
| 1956     | Smokestack Lightning |
| 1960     | Spoonful             |
| 1961     | The Red Rooster      |

### 布鲁斯基金会奖(The Blues Foundation Awards)
| Howlin' Wolf: Blues Music Awards |                                                                                 |                                   |      |
| 年份                             | 类别                                                                            | 标题                              | 结果 |
| 2004                             | 年度布鲁斯老专辑 Historical Blues Album of the Year                             | The London Howlin' Wolf Sessions  | 提名 |
| 1995                             | 年度再版专辑 Reissue Album of the Year                                          | Ain't Gonna Be Your Dog           | 提名 |
| 1992                             | 经典或再版布鲁斯专辑（美国或外国） Vintage or Reissue Blues Album—US or Foreign | The Chess Box—Howlin' Wolf        | 获奖 |
| 1990                             | 经典或再版（外国） Vintage/Reissue (Foreign)                                    | Memphis Days                      | 提名 |
| 1989                             | 经典或再版专辑（美国） Vintage/Reissue Album (US)                               | Cadillac Daddy                    | 提名 |
| 1988                             | 经典或再版专辑（外国） Vintage/Reissue Album (Foreign)                          | Killing Floor: Masterworks Vol. 5 | 获奖 |
| 1987                             | 经典或再版专辑（美国） Vintage/Reissue Album (US)                               | Moanin' in the Moonlight          | 获奖 |
| 1981                             | 经典或再版专辑（外国） Vintage or Reissue Album (Foreign)                       | More Real Folk Blues              | 提名 |

### 荣誉和入选
在1994年9月17日，美国邮政局发行了价值29分的Howlin' Wolf纪念邮票。
| Howlin' Wolf 收录记录 |                                                         |      |                 |
| 年份                  | 类别                                                    | 结果 | 备注            |
| 2003                  | 密西西比音乐家名人堂 Mississippi Musicians Hall of Fame | 入选 |                 |
| 1991                  | 摇滚名人堂 Rock and Roll Hall of Fame                   | 入选 | 早期影响        |
| 1980                  | 布鲁斯名人堂 Blues Hall of Fame                         | 入选 |                 |
| 2012                  | 孟菲斯音乐名人堂 Memphis Music Hall of Fame             | 入选 | Inaugural class |

### Howlin' Wolf 基金会
Howlin' Wolf基金会（Howlin' Wolf Foundation）是一个非盈利机构，由Bettye Kelly创建，来保存和发扬Howlin' Wolf的传奇。这个基金会的人户和目标包括了保存布鲁斯音乐、帮助学生参与音乐项目的奖学金，以及赞助布鲁斯音乐人和布鲁斯音乐活动、项目等。

## 音乐作品

### 专辑
- 1959: Moanin' in the Moonlight
- 1962: Howlin' Wolf Sings the Blues
- 1962: Howlin' Wolf
- 1964: Rockin' the Blues: Live in Germany 1964
- 1966: The Real Folk Blues
- 1966: Live in Cambridge
- 1966: The Super Super Blues Band
- 1967: More Real Folk Blues
- 1969: The Howlin' Wolf Album
- 1971: Message to the Young
- 1971: Going Back Home
- 1971: The London Howlin' Wolf Sessions
- 1972: Live and Cookin' at Alice's Revisited
- 1973: Evil: Live at Joe's Place
- 1973: The Back Door Wolf
- 1974: London Revisited
- 1975: Change My Way
- 1990: Cadillac Daddy: Memphis Recordings, 1952
- 1997: His Best

## 备注
1. ↑  Koda, Cub. . AllMusic. Rovi.   [April 17, 2014]. （原始内容存档于2011-09-30）.
2. ↑  The Howlin' Wolf Story – The Secret History of Rock & Roll.
3. ↑  . Rolling Stone. 2004, (946)  [April 17, 2014]. （原始内容存档于2012-08-14）.
4. ↑  Oliver 1969, p. 150.
5. 1 2  Segrest 2004, p. 19.
6. ↑  Segrest 2004, p. 20.
7. ↑  Gifford, Barry.
8. 1 2  Humphrey 2007.
9. ↑  Hoffman 2012.
10. ↑  Whitburn 1988, pp. 197–198.
11. ↑  在Find a Grave上的切斯特·阿瑟·伯内特
12. ↑  . The Recording Academy. 1999  [April 17, 2014]. （原始内容存档于2012-02-25）.
13. ↑  . Exhibit Highlights. Rock and Roll Hall of Fame. 1995  [April 17, 2014]. （原始内容存档于2007-05-02）.
14. ↑  . The Blues Foundation.   [April 17, 2014]. （原始内容存档于2016年3月4日）.
15. ↑  . Howlin' Wolf Foundation. Howlin' Wolf Foundation.   [April 17, 2014]. （原始内容存档于2014-02-20）.